# Gilotina (pořad)
Gilotina je televizní pořad TV Nova. Vysílal se v sobotu po poledni v letech 1996–2001. Tuto talk show moderovaly Bára Štěpánová a Jitka Obzinová. Ve studiu seděli tři hosté (většinou politici), kteří odpovídali na vědomostní otázky a dotazy z témat, která se vybírala z nástěnky. Odpovědi byly bodovány. Součástí pořadu byla i anketa televizních diváků, kteří volali na telefonní čísla do studia, na konci pořadu ten host s největším počtem hovorů dostal malou maketu gilotiny umístěnou v dortu a titul sympaťák. Body z kvízu i od diváků se sečetly, čímž byl určen celkový vítěz, který rovněž obdržel dřevěný model gilotiny.